# Baeacis rufus
Baeacis rufus är en stekelart som beskrevs av Granger 1949. Baeacis rufus ingår i släktet Baeacis och familjen bracksteklar. Inga underarter finns listade.